# Trey Thompkins
Pour les articles homonymes, voir Trey et Thompkins.
Howard « Trey » Samuel Thompkins III, né le 29 mai 1990 à Lithonia, en Géorgie, est un joueur américain de basket-ball. Il évolue au poste d'ailier fort. 

## Carrière universitaire
Trey Thompkins joue au lycée Wesleyan à Peachtree Corners, Géorgie. Il rejoint l'université de Géorgie et évolue avec l'équipe des Bulldogs de Géorgie en 2007.

## Carrière professionnelle

### Début en NBA (2011-2013)
Trey Thompkins est drafté en 2011 en 37e position par les Clippers de Los Angeles.
Il effectue la saison 2011-2012 avec les Clippers. Pour sa première saison il participe à 24 matches pour une moyenne de 2,4 points par match. Il participe à la NBA Summer League 2012 avec la franchise californienne. Le 14 mars 2013, il est coupé par les Clippers qui cherchent à remplacer Caron Butler, blessé, par DaJuan Summers. De plus, il subit une contusion osseuse au genou gauche, qui l'écarte des terrains pendant près de deux ans, y compris la période de réadaptation.

### Carrière en Europe (2013-2025)
Le 4 août 2014, il s'engage en VTB United League avec le club du BK Nijni Novgorod pour une saison.
Le 26 août 2015, il s'engage dans le championnat espagnol avec le Real Madrid. Il remporte le championnat à l'issue de la saison 2015-2016. Il remporte à nouveau le championnat espagnol lors des saisons 2017-2018 et 2018-2019.
Le 16 juillet 2016, il signe une prolongation de contrat de deux ans avec le club espagnol.
En mai 2018, il remporte l'EuroLigue avec le Real face à Fenerbahçe sur le score de 85 à 80. Le 6 juillet 2018, il prolonge de 2 ans avec le Real.
En mars 2020, il est testé positif au virus COVID-19. En avril 2020, son coéquipier Rudy Fernández annonce sur Instagram que Trey Thompkins est guéri du coronavirus.
Le 9 juin 2020, il prolonge son contrat avec Madrid jusqu'en 2022. En avril 2022, les relations entre le Real Madrid et Thompkins se dégradent et ce dernier est mis à l'écart du groupe. En juin 2022, après 7 saisons avec le Real Madrid, il quitte le club à l'issue de la saison 2021-2022.
Durant ses sept saisons à Madrid, il a remporté quatre fois le championnat, trois coupes du roi, une coupe intercontinentale et une EuroLigue.
En juillet 2022, il s'engage en Russie avec le Zénith Saint-Pétersbourg. Durant la saison 2022-2023, il dispute 24 matchs de championnat pour des moyennes de 10,2 points et 4,5 rebonds par match.
Il débute la saison 2023-2024 sans club avant de signer pour un mois en février 2024 avec possibilité de prolongation avec l'Étoile rouge de Belgrade en Serbie. Il finit la saison en Serbie et remporte le championnat serbe.
En août 2024, il retourne en Espagne en s'engageant avec le Club Basquet Coruña, tout juste promu en Liga Endesa, pour la saison 2024-2025. Il termine la saison avec 12,6 points et 3,8 rebonds en 26 matchs disputés. A l'issue de la saison et la relégation du club en division inférieure, il quitte le club.

### Départ en Asie (2025-)
En août 2025, il rejoint le championnat de Taïwan en s'engageant avec le Formosa Dreamers (en) pour la saison 2025-2026.

## Clubs successifs
- 2011-2013 :  Clippers de Los Angeles
- 2014-2015 :  BK Nijni Novgorod
- 2015-2022 :  Real Madrid
- 2022-2023 :  Zénith Saint-Pétersbourg
- 2024 :  Étoile rouge de Belgrade
- 2024-2025 :  CB La Corogne
- depuis 2025 :  Formosa Dreamers

## Palmarès
- Avec  Real Madrid
  - 4x Vainqueur du Championnat d'Espagne en 2016, 2018, 2019 et 2022
  - Vainqueur de l'EuroLigue en 2018
  - 3x vainqueur de la Coupe du Roi en 2016, 2017 et 2020
  - Vainqueur de la Coupe Intercontinentale en 2015

- Avec  Étoile rouge de Belgrade
  - Vainqueur du Championnat de Serbie en 2024